# Overground
Overground  è un singolo del gruppo britannico Siouxsie and the Banshees, pubblicato il 19 ottobre 1984 come unico estratto dall'EP The Thorn (EP).

## Il disco
Originariamente la canzone è stata scritta per l'album d'esordio The Scream del 1978. La band ha reinciso il brano con elaborate, lussureggianti strumentazioni orchestrali con una chitarra acustica di flamenco, per essere inserito nelle quattro tracce dell'EP The Thorn del 1984. Questa versione, estratta come singolo nello stesso anno dalla casa discografica Polydor e co-prodotta con Mike Hedges, è stata successivamente inclusa nel cofanetto Downside Up del 2004.
La versione di Overground di The Thorn è stata distribuita come singolo il 19 ottobre 1984 dalla Polydor, con Placebo Effect, un'altra traccia apparsa su The Thorn, come lato B. Ha raggiunto il n° 47 della classifica britannica.

## Tracce
Lato A
1. Overground (testo: Severin - musica: Severin, McKay)

Lato B
1. Placebo Effect (testo: Sioux - musica: Sioux, McKay, Severin, Morris)

## Formazione
- Siouxsie Sioux - voce
- John Valentine Carruthers - chitarra
- Steven Severin - basso
- Budgie - batteria